# 阿尔金·阿西尔大巴扎

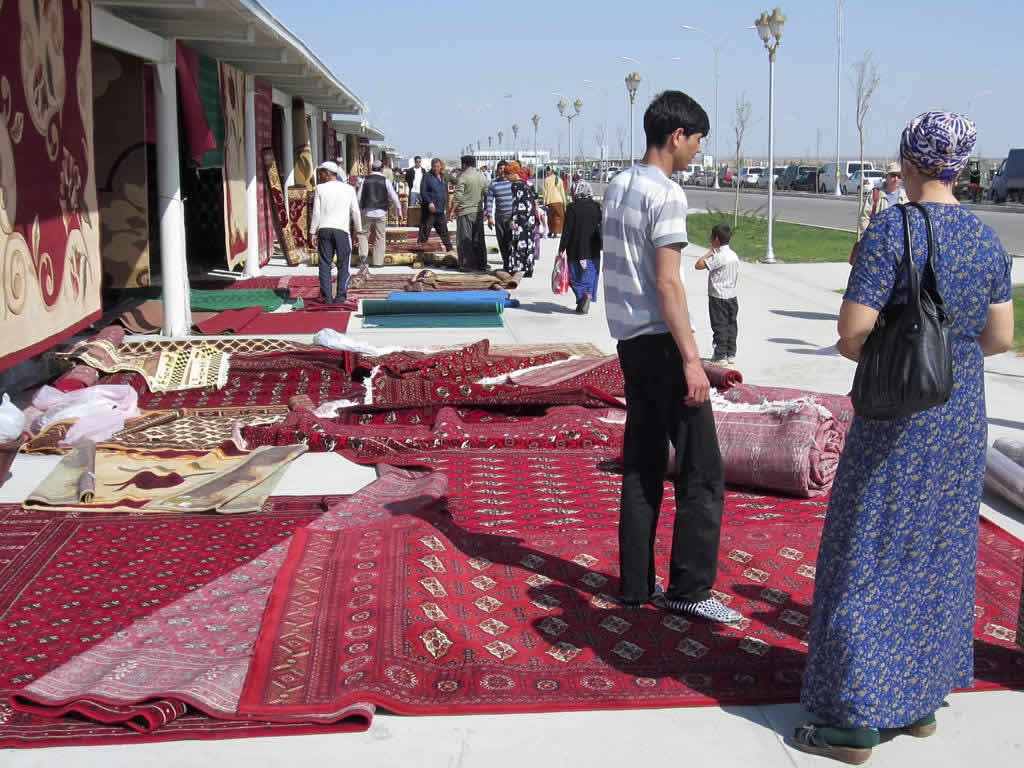
阿尔金·阿西尔大巴扎的地毯交易

东方阿尔金·阿西尔大巴扎在当地也称为Täzejygyldyk（俄语：Новая Толкучка;新跳蚤市场）是土库曼斯坦最大的市场，也是中亚第五大市场，位于其首都阿什哈巴德郊区的乔甘利住宅区。它的布局被建造成类似泰克部土库曼地毯装饰的形状。市场占地面积共154公顷，集市的主要地标是中心的一座高大钟楼，市场上有2,155家商店。

## 历史和建筑
2011年，东方阿尔金·阿西尔大巴扎于在土库曼斯坦总统库尔班古力·别尔德穆哈梅多夫的参与下开业。

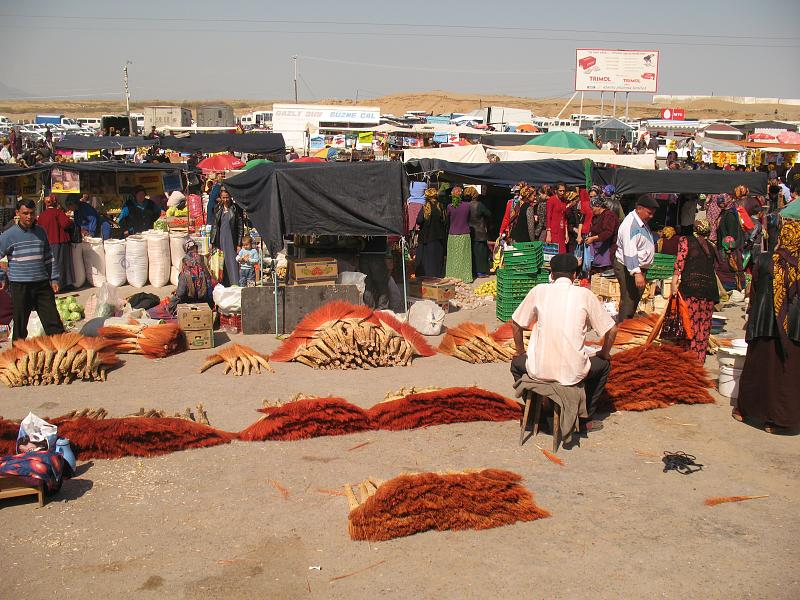
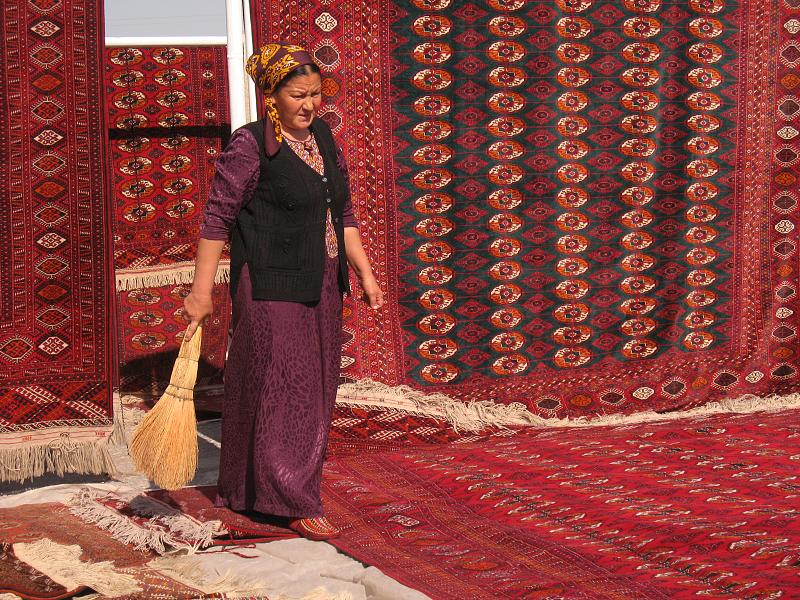
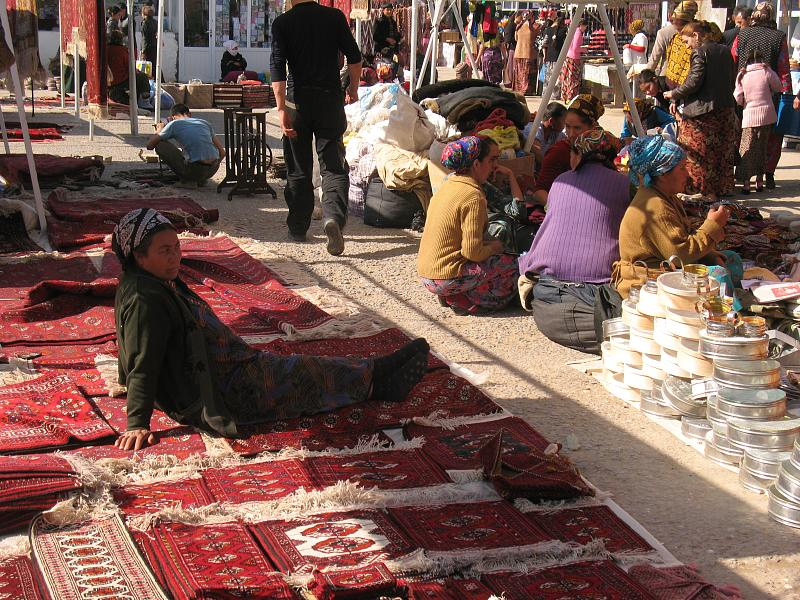
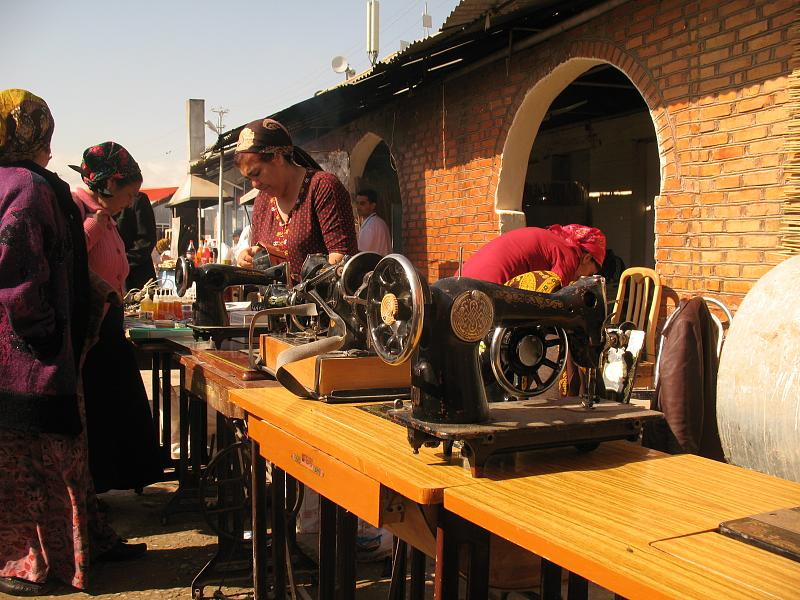
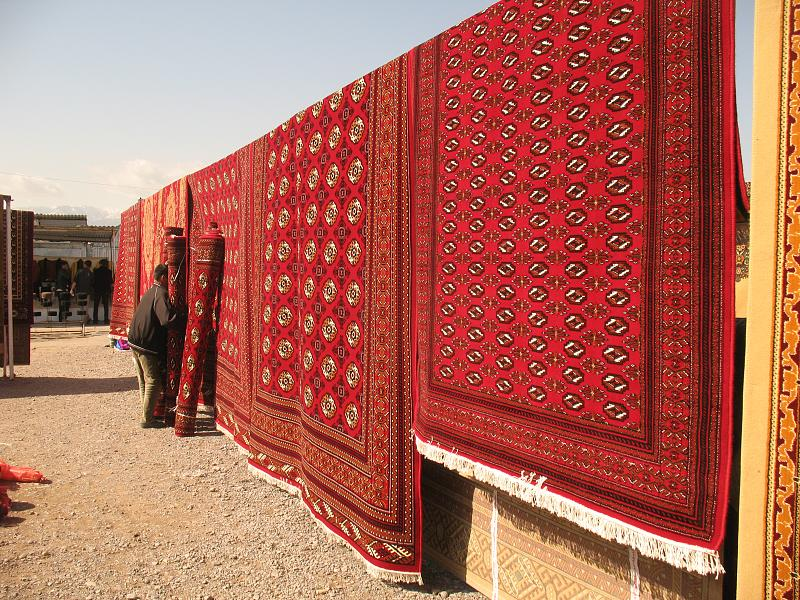
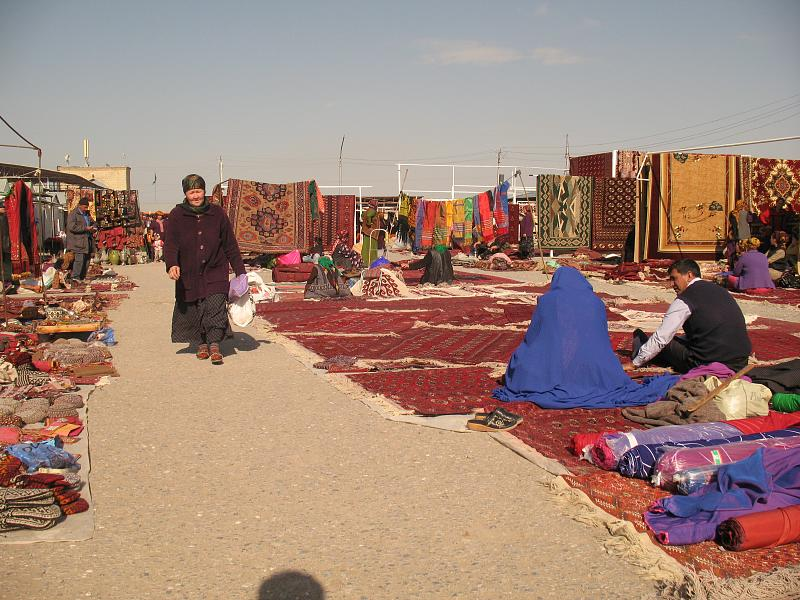
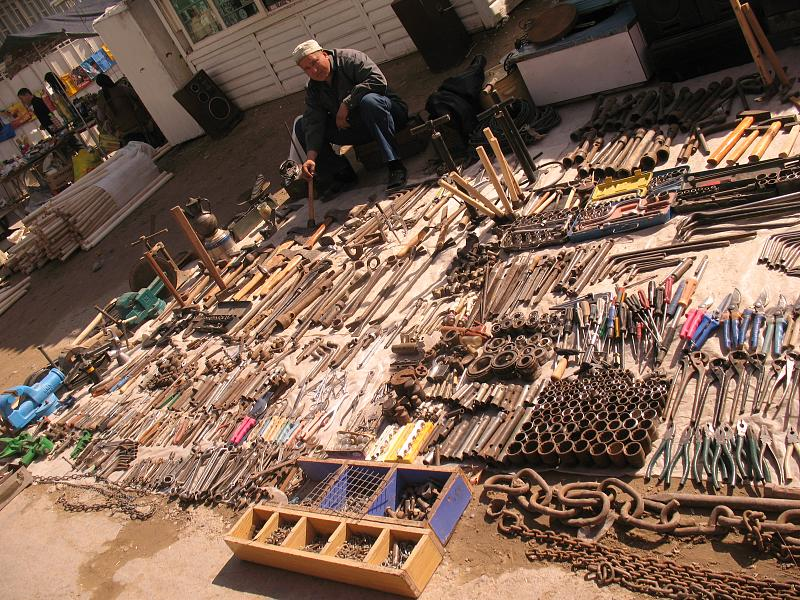

东方阿尔金·阿西尔大巴扎布局十分独特，从鸟瞰的角度来看类似于泰克部地毯图案，集市包括一家可容纳100位客人的酒店，场地内有几家咖啡馆和小酒馆。